# S-400 Triumf
S-400 Triumf (ryska: С-400 Триумф, NATO-rapporteringsnamn SA-21 Growler) är ett ryskt luftvärnsrobotsystem. Systemet är en vidareutveckling av S-300 systemet och kom först i bruk år 2004. S-400 fanns främst i Kaliningrad och Moskva 2011.
Systemet har en lång räckvidd och kan spåra mål upp till 400 km bort.
Rysslands försäljning av S-400 till Turkiet 2019 orsakade en kontrovers med USA som efter affären blockerat exporten av stridsflygplanet F-35. 

## Galleri

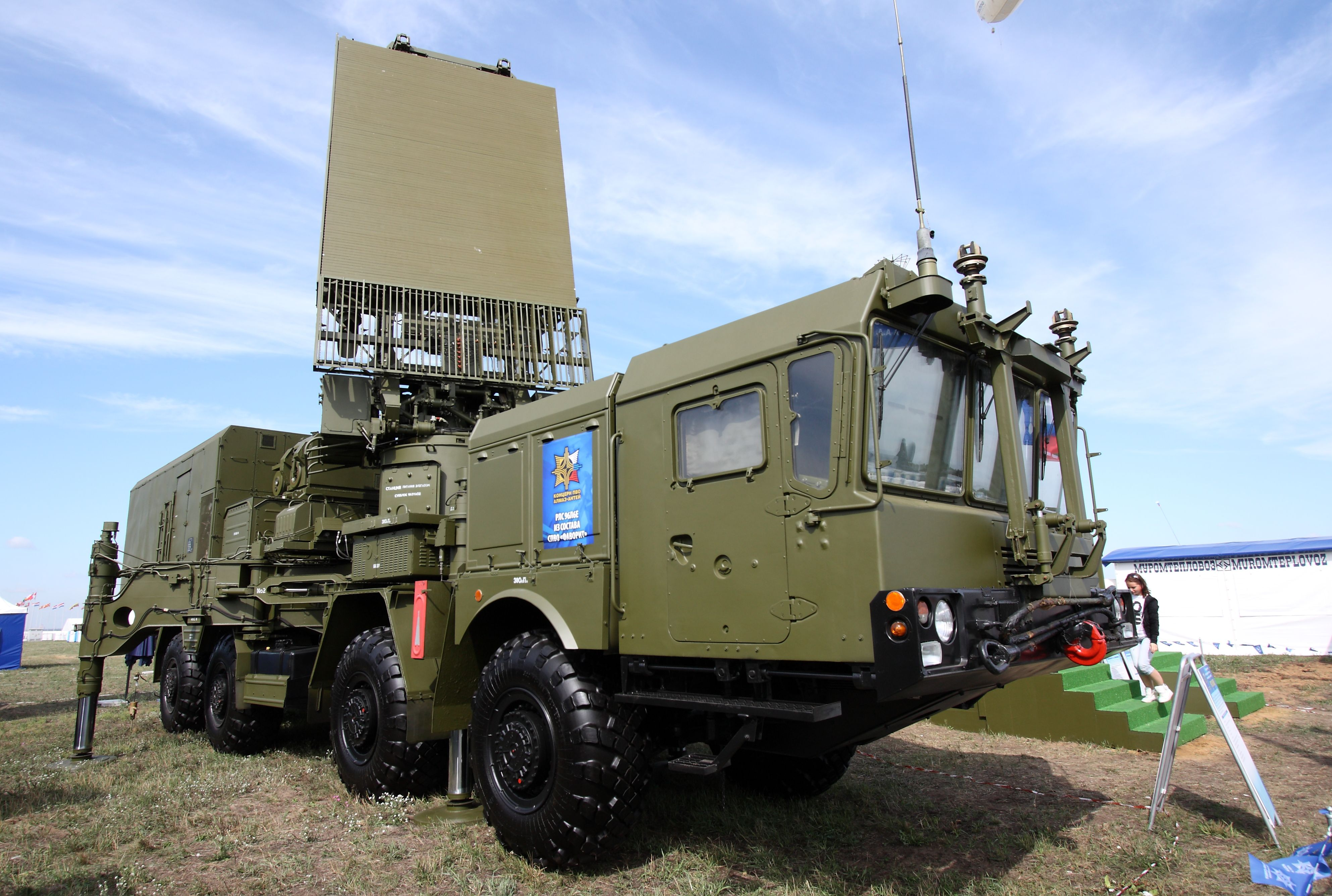
S-400 96L6E
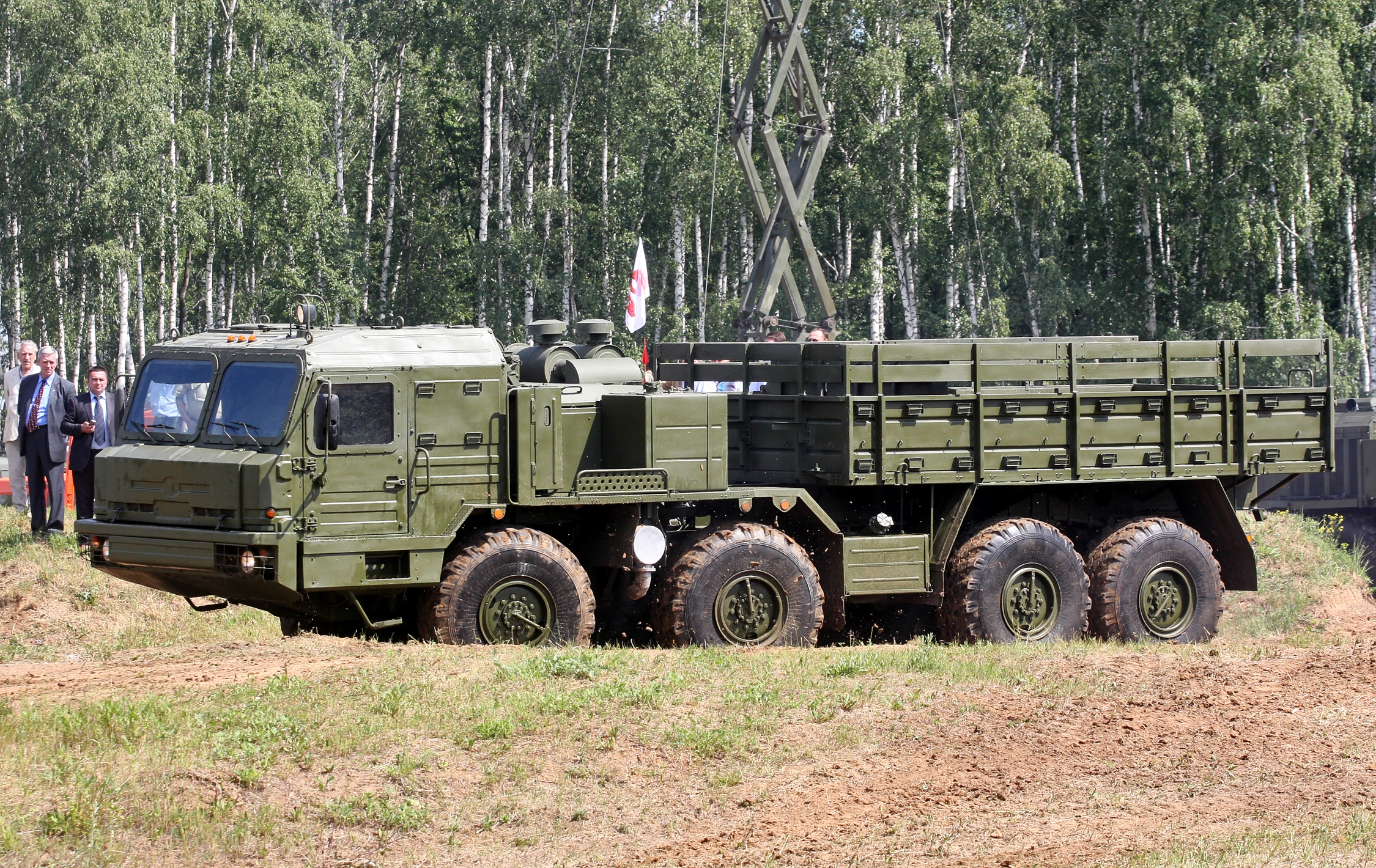
S-400 BAZ-69092-021
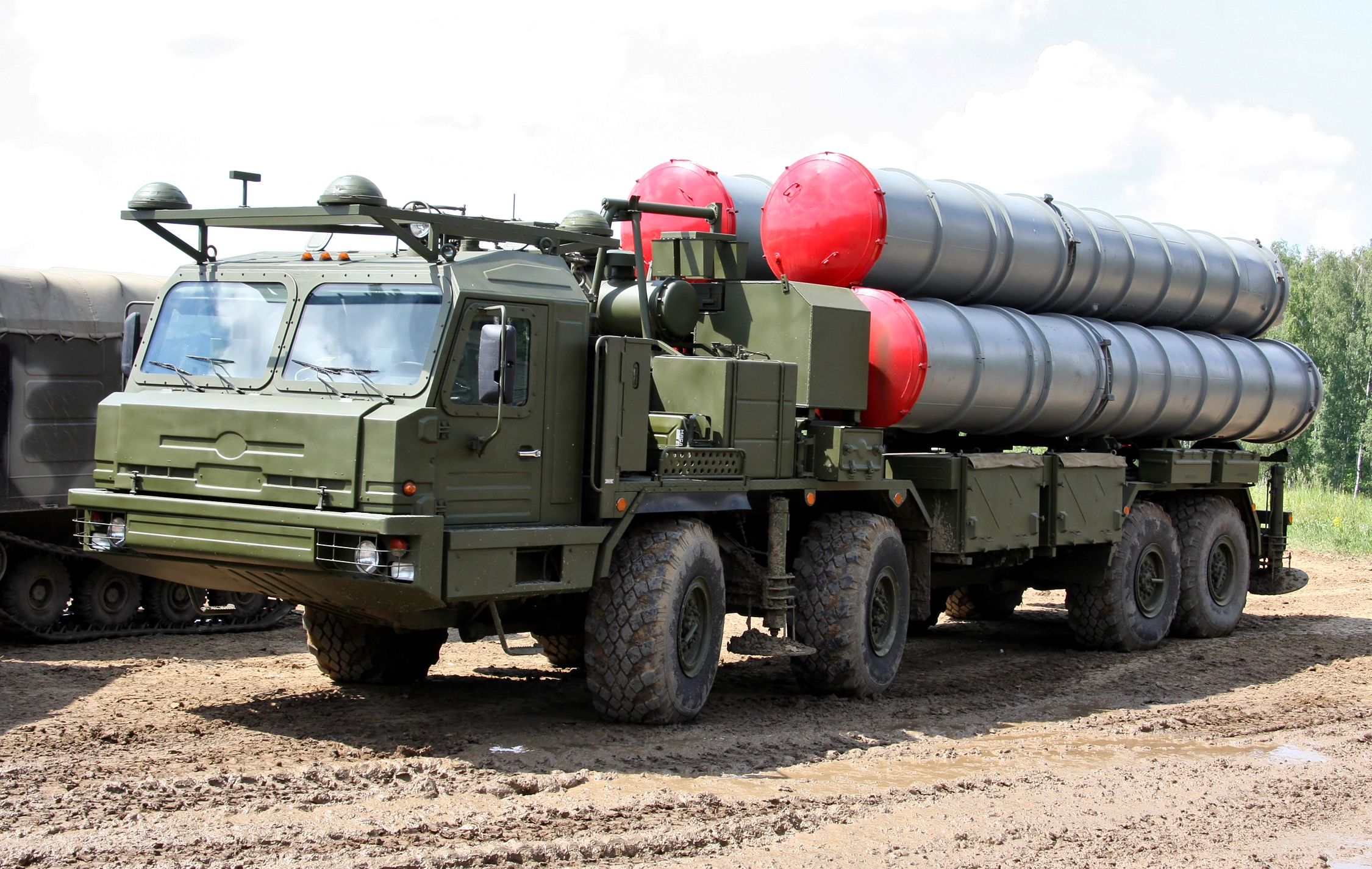
S-400 BAZ-6909-022